# Takano Kohei
Kohei Takano (sinh ngày 3 tháng 4 năm 1985) là một cầu thủ bóng đá người Nhật Bản.

## Sự nghiệp câu lạc bộ
Kohei Takano đã từng chơi cho AC Nagano Parceiro.